# Christian Presciutti
Christian Presciutti (Venezia, 27 novembre 1982) è un allenatore di pallanuoto ed ex pallanuotista italiano, allenatore della Rari Nantes Salerno. Vanta un oro mondiale e due medaglie olimpiche, un argento ed un bronzo 

## Biografia
A 5 anni si trasferisce alle porte di Roma, precisamente in un paesino di nome La Botte. Primo di quattro figli, anche due suoi fratelli giocano a pallanuoto: Nicholas gioca nella Pro Recco, mentre Daniel nella Rari Nantes Salerno.
Insieme a Nicholas partecipa alle Olimpiadi di Rio De Janeiro nel 2016.

## Carriera

### Club
Cresce nel Gruppo Sportivo Fiamme Oro, sotto la guida di Maurizio Mirarchi.
Nel 1997 esordisce in Serie A2 a soli 15 anni. Dopo lo scioglimento della sezione pallanuoto si trasferisce nella Ina Assitalia Roma, debuttando a 17 anni in Serie A1.
Dopo 3 anni con la formazione capitolina viene acquistato dalla Rari Nantes Camogli, dove rimane per 4 anni e vince la Coppa Comen, mentre una parentesi nella Bissolati Cremona nel 2005 gli consente di vincere la sua prima Coppa Italia.
Dopo un solo anno a Brescia nel 2007 ritorna in Liguria per giocare con la Rari Nantes Sori, che da neopromossa centra i playoff in Serie A1 e la conquista della Coppa Comen. Proprio grazie a questa stagione, l'anno successivo Pino Porzio lo volle nella sua Pro Recco dove vinse il suo primo scudetto, la sua seconda Coppa Italia, la Supercoppa Europea ed arrivò in finale di Coppa dei Campioni. Nel 2009 approda nuovamente all'An Brescia dove tuttora gioca e di cui è capitano dal 2013. 
Nel 2012 vince la sua terza Coppa Italia, nel 2016 la sua prima Coppa LEN e nel 2021 si laurea Campione d'Italia sconfiggendo la Pro Recco nelle finali scudetto. Nel periodo estivo ha gareggiato con diverse squadre nel campionato di Malta. Il 22 aprile 2023 ha annunciato il ritiro al termine della stagione agonistica 2022-23.

### Nazionale
Le prime apparizioni con la calottina azzurra risalgono nel 2003 in dei collegiali estivi, ma fa il suo esordio in Nazionale nel 2005 con Pierluigi Formiconi.
Nel 2006 con il CT Paolo Malara partecipa agli Europei di Belgrado, World League e Europei di Malaga nel 2008. Sotto la guida di Sandro Campagna si toglie le più grandi soddisfazioni, conquistando un oro mondiale a Shanghai nel 2011 e un argento nel 2012 nella sua prima Olimpiade, a Londra.
Dopo il Mondiale di Barcellona nel 2013 tornerà in Nazionale nel 2016, ottenendo un bronzo alle Olimpiadi di Rio De Janeiro.

### Allenatore
Il 7 giugno 2023 è nominato allenatore della Rari Nantes Salerno.
Nel novembre 2023 viene nominato allenatore delle nazionali italiane maschile Under-18 e Under-19, dopo essere stato assistente tecnico della nazionale Under-15. Dal 25 novembre 2024 è vice-allenatore del Settebello.

## Palmarès

### Club
- Campionato italiano: 2

Pro Recco: 2008-09
AN Brescia: 2020-21
- Coppe Italia: 3

Bissolati Cremona: 2004-2005
Pro Recco: 2008-09
AN Brescia: 2011-12
- Supercoppa LEN: 1

Pro Recco: 2008
- Coppe LEN: 1

AN Brescia: 2015-16
- Coppa COMEN: 2

Camogli: 2002-03
Sori: 2007-08

### Nazionale
- Olimpiadi

Londra 2012: 
Rio de Janeiro 2016: 
- Mondiali

Shanghai 2011: 
- World League

Firenze 2011: 
Almaty 2012: 
- Europei

Zagabria 2010: 